# BLOOD ALONE
『BLOOD ALONE』（ブラッドアローン）は、高野真之による日本の漫画である。

## 概要
元々同人誌で連作として発表されていた。後に『月刊コミック電撃大王』（アスキー・メディアワークス）にて、2004年4月号 - 2010年4月号で掲載していた。その後、『イブニング』（講談社）で2010年24号より連載を再開したが、2014年5号でイブニングの編集部から「諸事情によって、連載終了をさせていただきます」との告知があり、実質的には4号で終了した。以後は再び同人誌での刊行となる。
2015年5月現在、単行本は電撃コミックス版が全6巻、イブニングKC版が全10巻（6巻までは新装版）が発売されている。11巻以降は同人誌として「COMIC ZIN」にて単行本が、「Kindleストア」にて電子書籍版が取り扱われている。また、2015年3月より「Kindleストア」にて1巻から順次配信予定としている。
他言語の翻訳版として、英語版、ドイツ語版、フランス語版、韓国語版、中国語版、ロシア語版が出版されている。また、マリン・エンタテインメントよりドラマCDもシリーズ化されている。
作品は画風・物語共に静謐で落ち着いた雰囲気である。ほとんどのコマ枠の外も黒い（黒の場合は夜である）。物語はクロエとミサキの穏やかな日常生活と、彼等が吸血鬼などと関わる事件を描いている。

## 登場人物
声の記述はドラマCD版。
黒瀬クロエ（くろせ クロエ）
声 - 森川智之
主人公。30歳前後。小説家にして探偵業も営んでいる。吸血鬼にしてしまった責任感からミサキを後見し、高級マンションの最上階で共に暮らしている。高校時代にモトエをアルティルによって奪われ、その折に傷つけられた双眼には魔法や呪法を見破る「真実の眼」の力が宿っている。その後レイジに誘われて渡欧し、狩猟者の修業を積んだ。レディと出会い魔力も授けられている。戦闘では時間操作を多用するが、依代を用いた守護魔法なども使える。
湊ミサキ（みなと ミサキ）
声 - 中原麻衣
ヒロイン。アルティルによってクロエの足かせになるべく吸血鬼にされた少女。両親を奪われクロエと一緒に暮らしている。
吸血鬼になってから日は浅く、プレティーンの外見と実年齢の差は少ない。血脈とは融合しておらず人の心を保っている。クロエへの恋心もあり、同居生活には幸せを感じつつ、年齢差や好意の質に不安を感じている。素直で優しい性格だが、イギリスに住んでいた頃は我儘で尊大だった。ピアノの技量は、即興曲でプロを感動させるほど高い。
未融合なため使いこなせる力は少なく、希少な血脈のために同族からも狙われる。
黒瀬モトエ（くろせ モトエ）
声 - 矢島晶子
クロエの姉。病弱で入退院を繰り返していたが、ある日アルティルにさらわれ、以後行方不明である。
サイノメ沙夜香（サイノメ サヤカ）
声 - 田中理恵
科学警察研究所の主任研究員。死者の記憶に潜ることができる。クロエの高校時代の先輩。30歳を超えているのに、29歳と○7か月と自称している。密かにクロエを慕っている。
ジョニー
ジェシーの弟。ソフィアと恋におちるが、姉に猛反対されている。クロエに仲裁を頼むために日本へやってきた。
柏木（かしわぎ）
小説家。クロエが小説家としてデビューした文月文学大賞の選考委員。帰国したクロエが小説家として復帰したことを喜んでいるが、彼の迷いが作品を物足りないものにしていると心配している。
柏木メイ（かしわぎ メイ）
柏木の娘。高校生。新人小説家。クロエの作品を敬愛し、彼と同じ文月文学大賞を受賞してデビューした。七光り的な評価を嫌ってペンネームを「柊メイ」としている。
湊ミサト（みなと ミサト）
故人。ミサキの母親であり、メドラウドに殺された。彼女の血には吸血鬼を人に還す力があったらしい。

### 狩猟者（ヴァナトーレ）
湊レイジ（みなと レイジ）
ミサキの父親。かつては世界的ミュージシャン。レディの魔力を持ち クロエを狩猟の道に引き込んだが、アルティルに殺された。
ジェシー
ロンドン在住。ジョニーの姉かつ、クロエの先輩。吸血鬼に両親を殺されている。
ノエル
ロンドン在住。クロエの元同僚、吸血鬼に親兄弟を殺されている。
セシリオ
恋人を吸血鬼に殺されている。復讐に疲れ吸血鬼へ転向しようとする。

### 吸血鬼・レンフィールド
ヒグレ
声 - 小林沙苗
クロエたちの暮らす地域を支配する血族の主。外見は金髪の少年だが、実は血脈と融合しているアルハイクである。かつてはヨーロッパで暮らし、かなり昔に日本へ移住した。ゲイ。何人かの恋人がいるが、作中に登場する恋人達はレンフィールドである。
スライ
声 - 三木眞一郎
フランスから来日した吸血鬼。長身の黒人でグラムロック風のファッションで身を固め、常にサングラスを装着している。外国人クラブの経営の傍ら情報屋などを営んでおり、クロエやミサキとは仕事以外でも相談に乗る。地下街で暮らす黒猫（ラリー）と仲が良い。
マリア
声 - 沢城みゆき
ヒグレのレンフィールド。ヒグレには家族として扱われており、心は縛られていない。かつては「真紅の剣」の下級吸血鬼に支配されていたが、ミサキに救われ、クロエの仲立ちでヒグレのレンフィールドとなった。ミサキとは同年代の友達として仲が良い。
リヴとメヴ
カレドヴルフの娘たち。父の死因確認と仇を討つため来日したが、クロエに敗れ近くに越して来ている。
ソフィア
ジョニーの恋人。プレティーンの少女姿だが、ジョニーより数倍年上である。ヒグレとは遠縁。2人の関係をジェシーに反対され日本に来た。人間との恋に迷いがあったが、ジョニーの真摯な態度に迷いを捨てる。
イズミ
ヒグレの領域の隣接地を支配する吸血鬼のボス。通称・伯爵。アルハイク。金髪の青年。分身を操る能力がある。

### 真紅の剣（インシグラット・スパルダ）
アルティル
元リーダー。「真実の眼（アデヴァラート・クライ）」の名で知られている。9巻現在は回想のみに登場。吸血鬼の間では高貴かつ強力な吸血鬼として高名である。名前はアーサー王の南欧読み。
モトエを連れ去りクロエの運命を変え、レイジを殺してミサキを吸血鬼にした元凶。
カレドヴルフ
元幹部。アルハイク。腕を剣にする能力を持つが、娘たちは身体を鋼化できることから、同様の力があると考えられる。王として仕えた真実の眼がリーダーを退いたため脱会。かつて手傷を負わされたレイジとの再戦を目論むが、代わりに居合わせたクロエに戦士として戦いを挑み滅ぼされる。名前は聖剣エクスカリバーの異称。
ランスロット
幹部、通称ランス。古い世代にして円卓の騎士。レイジに片足を奪われ日常では杖を使っている。ミサトを姫と呼び、殺した過ちを悔いている。「湖の乙女」と呼ばれる女性の姿をかたどった液体を戦わせる能力をもっている。
メドラウド
リーダー。9巻現在では名前と伝聞のみが語られている。アルティルの代わりにリーダーとなる。

### 魔法使い
クロエ
通称レディ。レイジとクロエの魔法の師匠、プライドの高い強大な魔女。ロンドンに住み黒装束を纏う。吸血鬼を「血吸い虫」と蔑み、彼らより「忌まわしい名の女（シニストラ・フェムエ）」と呼ばれ恐れられている。

## 用語
吸血鬼
人の血を飲む不死の怪物。人間が吸血鬼に血を吸われたのちに、その吸血鬼から血を与えられて新生する。一般的な食事も可能であるが、定期的に血を飲まなければ飢えに苛まされながら力を失い、最後は絶命する。強さは血を与えた吸血鬼の世代と血族に準じ、世代が古いほど強力な力をもつ。能力は血族によって決まるが、世代が若くなるほど力は薄れる。世代を問わず人間をはるかに凌駕する体力をもつ。日光を浴びると灰になる。
血脈（ストラルーダ）
吸血鬼の血に眠る「意志」と「力」。古い世代であれば別人格として存在するが、世代が下るとともに弱まっていき、若い世代では本能のレベルまで薄まっている。重症を負ったり吸血行為を行うと血脈が目覚めるが、繰り返していくうちに強まっていき、最後は本来の意識を乗っ取られ、記憶を失う。
血脈から意識を守るためには血脈が目覚める原因になる行動を避けるか、ヒグレのように血脈の意識と自意識の統合を図るしかない。
血族（ルーベデニエ）
同じ血脈をもった吸血鬼の一族の呼称。規模は数名から数十名と様々で、結束や束縛も多様。
大きな血族になると地域を支配することもあり、その場合は血族を問わず在住の吸血鬼たちにルールの厳守を求めている。多くの血族が狩りと呼ばれる人間を襲う行為を禁止しており、違反者は厳罰を受けることになる。
古い世代（アルハイク）
初代に近い吸血鬼の総称。現存数は少く、多くのものは血族の長であったり、隠遁しているためあまり表には出てくることはない。固有の特殊能力（アルタ）を持ち、圧倒的な強さを持つ。
能力（アルタ）
吸血鬼が持つ特殊な能力。人間を魅了したり、レンフィールドを作るなどといった能力があるが、古い世代になると「真実の眼」や「鋼の体」といった固有の能力を備えている。
レンフィールド
吸血鬼から血を飲まれないままに、血を与えられた者。吸血鬼と同等の力を得て半不死となる。吸血鬼と異なり日光が弱点となることはないが、代わりに血を与えられた吸血鬼に支配される欠点をもつ。定期的に血主から血を与えられないと禁断症状に陥る。
作中では支配さたレンフィールドは「奴隷」の綴りに「レンフィールド」のフリガナがつけられ、支配されていない者は直接「レンフィールド」と綴られる。
血主（シンアコルダ）
レンフィールドに血を分け与えた吸血鬼のこと。意識や記憶まで支配する絶対的な血主から、自由意思与えて家族と扱う血主まであり方は様々である。
同じ血族であれば血主を引き継げる。
新生（ノウルサリート）
血を吸われた人間が吸血鬼に血を与えられて同族に生まれ変わること。この行為を「血の交換」と呼ぶ。
血親
吸血鬼を人間から新生させた吸血鬼のこと。世代が古いほど子の吸血鬼も強くなるが、世代を重ねるごとに力は弱まる。
魅了（ファルメク）
吸血鬼が持つ基本的な能力で、目を見て命令することで一時的に相手を操ることができる。力が自分より強い者や、他の血脈のレンフィールドに対しては通用しない。クロエに対しても効かない。
オルファン（はぐれ者、親知らず）
血族のわからない吸血鬼のこと。新しい世代が多い。血親から吸血鬼社会のルールも教えられていない。無分別に人間を襲い、地域を支配する血族に粛清されたり、狩猟者に狩られるものが多くいる。
同族喰い（アブソルビレ）
吸血鬼が同族を襲い、吸血行為によって血脈を奪う行為。奪った血脈によって能力を得ることができるが、世代が若ければ力負けして血脈に飲み込まれる危険性をはらんでいる。
狩猟者（ヴァナトーレ）
吸血鬼専門のフリーランサー。現在は近代兵器を駆使して吸血鬼と戦っているが、古来は魔法を使って戦っていたらしい。
真紅の剣（インシグラッド・スパルダ）
吸血鬼を中心とした暗殺傭兵集団。血族は限定されておらず、様々な吸血鬼が参加している。かつては別の目的を持った組織であったがアルティルが退いて、メドラウドがリーダーとなった。

## 同音異義の用語
本作では複数の意味を持たせた単語が幾つか登場し、受け手の誤解や混乱を演出に使っている。
クロエ
1. 主人公の名称。
2. ロンドンに住む魔法使いの名称。区別する場合はレディと呼ぶ。

真実の眼（アデヴァラート・クライ）
1. アルティルの通り名。
2. 血族の名称。
3. 血脈の名称。
4. 同血族に属する吸血鬼の称号。アルティル、ミサキを含めて3人の吸血鬼がいる。
5. 同血族固有のアルタ。

## 書誌情報
講談社版1巻から6巻はメディアワークス連載版に同人誌版『EARLY NIGHTS』を特典として追加。講談社版7巻はメディアワークス版6巻の続き。
- 高野真之『BLOOD ALONE』メディアワークス〈電撃コミックス〉、全6巻
  1. 2005年2月26日発売 ISBN 4-8402-2921-X
  2. 2005年7月27日発売 ISBN 4-8402-3100-1
  3. 2006年6月27日発売 ISBN 4-8402-3499-X
  4. 2007年6月27日発売 ISBN 978-4-8402-3925-7
  5. 2008年4月26日発売 ISBN 978-4-04-867106-4
  6. 2010年1月27日発売 ISBN 978-4-04-868364-7
- 高野真之『BLOOD ALONE』講談社〈イブニングKC〉、全10巻
  1. 2010年11月22日発売 ISBN 978-4-06-352334-8
  2. 2010年11月22日発売 ISBN 978-4-06-352335-5
  3. 2010年12月22日発売 ISBN 978-4-06-352340-9
  4. 2010年12月22日発売 ISBN 978-4-06-352341-6
  5. 2011年1月21日発売 ISBN 978-4-06-352344-7
  6. 2011年1月21日発売 ISBN 978-4-06-352345-4
  7. 2011年2月23日発売 ISBN 978-4-06-352352-2
  8. 2012年6月22日発売 ISBN 978-4-06-352422-2
  9. 2013年4月23日発売 ISBN 978-4-06-352460-4
  10. 2013年11月22日発売 ISBN 978-4-06-352490-1
- 高野真之『BLOOD ALONE』VANISHING POINT〈同人誌〉
  1. ASIN B00UCRUEKW
  2. ASIN B0178QBUE8
  3. ASIN B01BQ2FNES
  4. ASIN B01I4K5N90
  5. ASIN B01MTD90CI
  6. ASIN B0768LRR14
  7. ASIN B07BZM3279
  8. ASIN B07F2P44XP
  9. ASIN B07FDVGDQ1
  10. ASIN B06XDCCKDQ
  11. 2014年4月5日発売 ASIN B00NDD3IFA
  12. 2017年8月13日発売 ASIN B07515WLVK
  13. 2019年2月17日発売 ASIN B07N67LT8S